# Cicurina neovespera
Cicurina neovespera là một loài nhện trong họ Dictynidae.
Loài này thuộc chi Cicurina. Cicurina neovespera được miêu tả năm 2004 bởi Cokendolpher.